# 長谷村 (熊本県)
長谷村（ながたにむら）は、熊本県の上益城郡山都町（旧阿蘇郡蘇陽町）に明治期に存在した村である。

## 沿革
- 明治初年時点で熊本藩（肥後藩）領であった。「旧高旧領取調帳」に記載されている明治初年時点での村
目細村、稲生村、蔵木山村
- 明治9年（1876年） 各村の統合が行われる。
長谷村（目細村、稲生村、蔵木山村）
- 明治12年（1879年）（1町124村）1月20日 - 郡区町村編制法の熊本県での施行により、行政区画としての阿蘇郡が発足。
- 明治22年（1889年）合併
柏村（柳村、東竹原村、伊勢村、高畑村、高辻村、下山村、橘村、長谷村、仁瀬本村、玉目村、柏村、大見口村、上指尾村、二津留村）
- 昭和31年（1956年）合併
蘇陽町（柏村・菅尾村・馬見原町）
- 平成17年（2005年）合併 
山都町（上益城郡矢部町・清和村、阿蘇郡蘇陽町）